# Хегелианство
Хегелианство се нарича философията на германеца Георг Вилхелм Фридрих Хегел и може да бъде обобщена в максимата, че само „само рационалното е реално“, което означава, че цялостната реалност може да бъде изразена в рационални категории. Неговата цел е да сведе реалността до по-синтетично единство вътре в системата на абсолютния идеализъм.

## Метод
Методът на Хегел във философията съдържа триадно развитие (Entwicklung) във всяка концепция и във всяко нещо. По този начин, Хегел се надява, че философията няма да противоречи на опита, а ще дава данни за опита спрямо философското, което е крайното вярно обяснение. Ако, например, искаме да узнаем какво е свободата, вземаме тази идея, където за първи път я откриваме – неограниченото действие на дивака, който не чувства нуждата да потиска мислите, чувствата или действията (теза).
След това откриваме, че дивака се е отказал от тази свобода в замяна на нейната противоположност, ограничението, или, както той го нарича, тиранията на цивилизацията и закона (антитеза). Накрая, при гражданина под властта на закона ние откриваме третия стадий на развитие, а именно свободата на по-високо равнище, отколкото е било у дивака, тоест човек има свободата да прави, казва и мисли много неща отвъд възможностите на дивака (синтез).
В този триаден процес, втория стадий е пряка противоположност, унищожение или поне снемане на първия. Третият стадий е завръщането на първия в една по-висша, по-истинска, по-обогатена и по-пълна форма. Трите стадия са:
- В себе си (An-sich)
- Извън себе си (Anderssein)
- Вътре и за себе си (An-und-für-sich).

Трите етапа следват един след друг през цялото царство на мисълта и съществуването от най-абстрактния логически процес до най-сложната конкретна дейност на организирания ум през наследяването на държавите или производството на философски системи.
В Хегелианството се появяват негови течения – младохегелианство (Бруно Бауер, Едгар Бауер, Лудвиг Фойербах, Арнолд Руге и Мозес Хес). За известно време близки до младохегелианците са Макс Щирнер, Карл Маркс и Фридрих Енгелс. Другото основно течение е на неохегелианците. Типични представители в Англия са Франсис Брадли, Джосая Ройс и Джон Мактагарт, в Италия - Бенедето Кроче и Джовани Джентиле, във Франция Жан Иполит и Александър Кожев.
В последния случай хегелианството се слива с екзистенциализма.